# オリンダ (カリフォルニア州)
オリンダ（Orinda）は、アメリカ合衆国カリフォルニア州のコントラコスタ郡にある都市。人口は1万9514人（2020年）。サンフランシスコ・ベイエリアの富裕層住宅地。

## 概要
1985年に誕生した若い都市である。オークランド北東側の丘陵地帯に位置している。州道24号線、都市鉄道バートが通っており、通勤通学に便利な都市である。

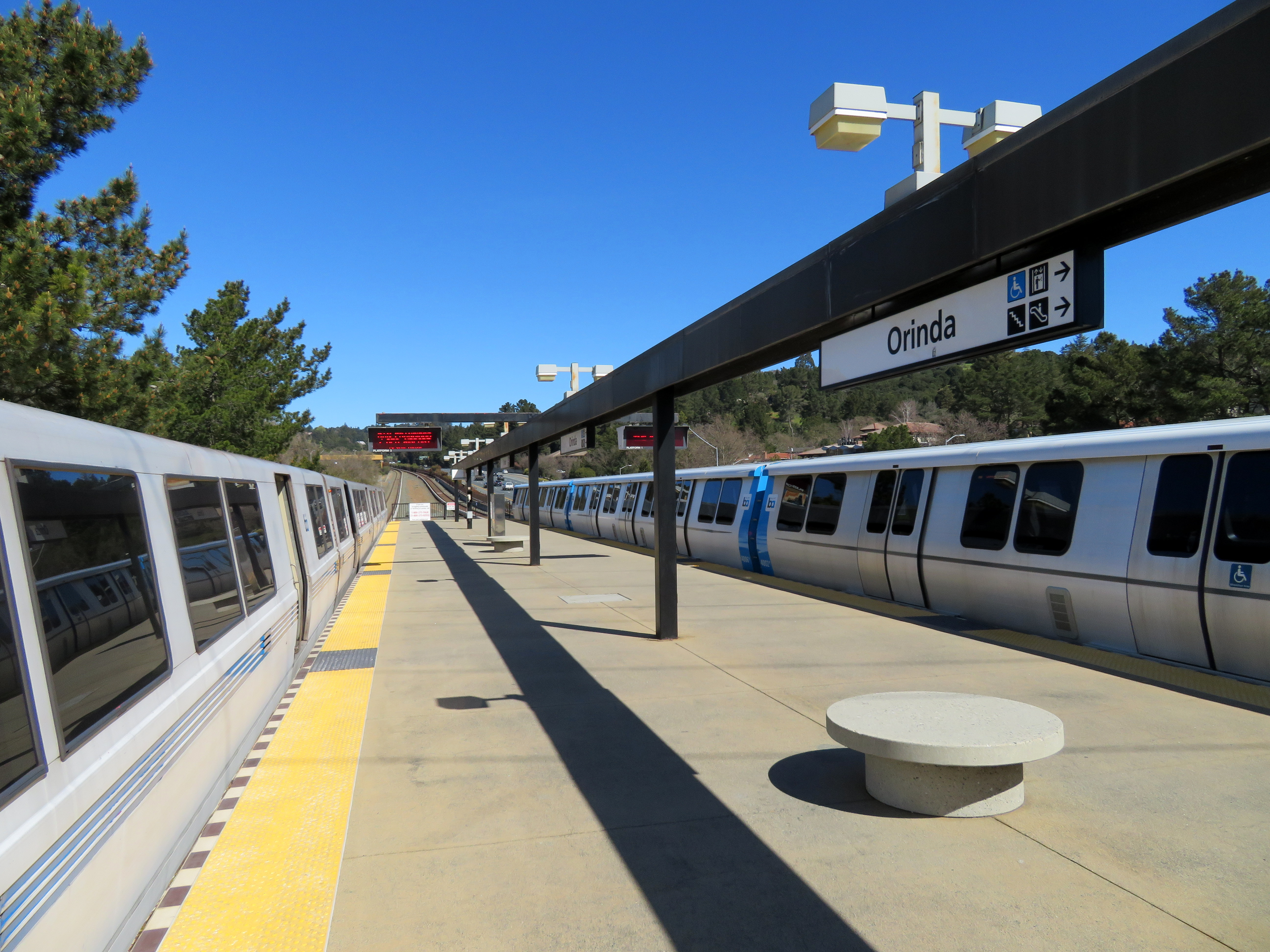
オリンダ駅

## 姉妹都市
オリンダは Sister Cities International によって指定された、1つの姉妹都市を有している：
- - ターボル（チェコ）